# Sarah Parcak
Sarah Parcak (née en 1979 à Bangor, dans le Maine, aux États-Unis) est une archéologue américaine, archéologue de l'espace, et égyptologue,. Elle est professeur d'anthropologie et directeur du Laboratoire pour l'observation mondiale à l'université d'Alabama de Birmingham.
Elle est connue pour son utilisation de l'imagerie satellite pour identifier des sites archéologiques en Égypte, en Italie et ailleurs sur le territoire de ce qui fut l'Empire romain. En partenariat avec son mari, le Dr Greg Mumford, elle dirige des projets d'études et des fouilles dans le Fayoum, le Sinaï, et le delta Est du Nil.

## Documentaires
En mai 2011, la BBC a diffusé un documentaire, Egypt's Lost Cities, décrivant les recherches parrainées par la BBC et menées par l'équipe UAB de Parcak pendant plus d'un an en utilisant l'imagerie infrarouge des satellites commerciaux et de la NASA. Le programme explique les recherches et montre l'équipe de Parcak en Égypte à la recherche de preuves matérielles. L'équipe de l'UAB a annoncé qu'elle avait « découvert » dix-sept pyramides, plus de mille tombes et trois-mille anciens établissements aux alentours de Saïs.
Une version française de ce documentaire a été diffusée sur France 5 sous le titre Les derniers trésors de l'Égypte en juillet 2019.

## Sources
- (en) Cet article est partiellement ou en totalité issu de l’article de Wikipédia en anglais intitulé « Sarah Parcak » (voir la liste des auteurs).